# Festival panafricain du cinéma de Ouagadougou 1972
Le Festival panafricain du cinéma de Ouagadougou 1972 ou FESPACO 1972 est considéré comme la 3e édition du festival alors qu'il s'agit de la première en termes d'appellation. Il se déroule du 3 mars au 12 mars 1972 à Ouagadougou au Burkina Faso.
Le film Le Wazzou polygame d'Oumarou Ganda décroche l'Étalon de Yennenga.

## Contexte
Si le duopole SECMA et COMACICO qui dominaient l'exploitation en salles dans les pays francophones avaient programmé les premiers films africains, la pression n'aurait pas été aussi forte pour créer des alternatives. Le but est donc d'instituer le Festival du cinéma africain en tant qu'outil de visibilité et de stimulation panafricaine pour ces nouvelles cinématographies. Il change donc de nom pour devenir le FESPACO : le "FEstival PAnafricain du Cinéma de Ouagadougou". Des statuts et un règlement intérieur sont préparés par le Comité d'organisation du festival présidé par Simone Aïssé Mensah, avec pour vice-président Dr. Malé N'Dia, secrétaire général permanent Louis Thiombano, trésorier général Joseph Komditamde, secrétaire à l'organisation Hamidou Ouédraogo et commissaires aux comptes Karamoko Sanogo et Baba René Traoré.
Il n'y a pas de festival en 1971 pour laisser aux cinéastes le temps d'établir les conditions d'éligibilité des films, améliorer la structure d'organisation et contacter les gouvernements africains et les organisations internationales pour obtenir des parrainages et soutiens.

## Déroulement

### Préparation
Le comité d'organisation décide de rendre le festival compétitif et donc d'attribuer des prix dont le grand prix sera un Étalon de Yennenga, du nom de la princesse qui a donné naissance à Ouédraogo (cheval mâle en mooré) à la suite de sa rencontre du chasseur Rialé lorsque son cheval s'était emballé, la tenant loin des armées de son père. Il récompense le meilleur film sur le plan artistique ou proche idéologiquement de la vocation du festival telle que définie dans ses statuts. Le "prix spécial de l'authenticité africaine" va au film qui s'inspire le mieux de la tradition africaine et sa confrontation avec les exigences du monde moderne. Le "prix spécial de septième art" récompense le film jugé le plus original et novateur. Un seul prix est attribué au meilleur court métrage. Chacun de ces trophées sont des antilopes sculptées, accompagnées d'une plaque commémorative. Le jury peut également décerner un "prix d'encouragement" matérialisé par un diplôme spécial. Le comité prévoit également que des prix "officieux" peuvent être décernés par d'autres circuits.
La compétition est ouverte uniquement aux films africains. Chaque pays ne peut présenter que deux films de deux réalisateurs différents. Les films doivent être proposés par "les autorités compétentes" des dits pays, sinon ils font l'objet d'une sélection par les délégués. Un film accepté doit être réalisé par un Africains, avoir moins de trois ans, participer pour la première fois au Fespaco et être en format 16 ou 35mm. L'article 13 du règlement prévoit que le jury est international et comporte deux Voltaïques.

### Institutionalisation
Le budget est fixé à 43 millions de francs CFA. Une subvention de  300 000 FCFA est attribuée par le président de la République, les autorités prenant ainsi le festival sous leur aile, début d'une mainmise étatique, tandis que le Comité d'organisation devient national (CNO).

## Films projetés
Hamidou Ouédraogo en dénombre 36 de 18 pays africains et 5 non-africains (liste incomplète de son livre) :

### Longs métrages en compétition
| Titre                                   | Réalisation           | Pays       |
| --------------------------------------- | --------------------- | ---------- |
| L'Opium et le Bâton                     | Ahmed Rachedi         | Algérie    |
| Les tam-tams se sont tus                | Philippe Mory         | Gabon      |
| Les Fellagas                            | Omar Khlifi           | Tunisie    |
| Le Rebelle                              | Omar Khlifi           | Tunisie    |
| Soleil Ô                                | Med Hondo             | Mauritanie |
| F.V.V.A.: Femmes Voitures Villas Argent | Moustapha Alassane    | Niger      |
| Le Wazzou polygame                      | Oumarou Ganda         | Niger      |
| Hyrde Diama                             | Moussa Kémoko Diakité | Guinée     |
| Diegue-bi                               | Mahama Johnson Traoré | Sénégal    |

### Courts métrages en compétition
| Titre                    | Réalisation            | Pays                             |
| ------------------------ | ---------------------- | -------------------------------- |
| Pour ceux qui savent     | Tidiane Aw             | Sénégal                          |
| La réussite de Meïthèbre | Yaya Kossoko           | Niger                            |
| Liberté et terre         | Victor Matondo Kamanka | République démocratique du Congo |
| Moseka                   | Kouami Mambu Zinga     | République démocratique du Congo |

### Autres films
| Titre                             | Réalisation                 | Pays           |
| --------------------------------- | --------------------------- | -------------- |
| Festival panafricain d'Alger 1969 | William Klein               | Algérie        |
| Concerto pour un exil             | Désiré Ecaré                | Côte d'Ivoire  |
| Sur le sentier du requiem         | Pierre-Marie Dong           | Gabon          |
| Bonne nuit Balthazar              | Louis Mébalé                | Gabon          |
| Où vas-tu Kumba ?                 | Simon Auge et Alain Ferrari | France, Gabon  |
| Kodou                             | Ababacar Samb Makharam      | Sénégal        |
| Ecrits de Dakar                   | Paulin Soumanou Vieyra      | Sénégal        |
| Emitaï                            | Ousmane Sembène             | Sénégal        |
| Karim                             | Momar Thiam                 | Sénégal        |
| Soleil de printemps               | Latif Lahlou                | Maroc          |
| Wechma (Traces)                   | Hamid Bénani                | Maroc          |
| Jemina et Johnny (en)             | Lionel Ngakane (en)         | Afrique du Sud |

Ainsi que des films de Pascal Abikanlou, Timité Bassori, Sam Aryeetey, Édouard Sailly.

## Bilan
Le nombre de participants est annoncé être de 50 000 festivaliers, sans statistiques précises. La pénurie en salles de cinéma et en parc hôtelier est constatée. La réalisation d'un programme fiable est rendue difficile par le fait que nombre de cinéastes sont arrivés avec la copie de leur film. L'ambiance familiale du festival convainc par contre les participants.
La presse étrangère a largement couvert la manifestation. On note la présence de Guy Hennebelle, Jean-Louis Bory, Férid Boughedir, des télévisions française, suédoise, norvégienne, italienne, ivoirienne, allemande et suisse, ainsi que du magazine américain Variety.

## Palmarès
- Étalon de Yennenga : Le Wazzou polygame d'Oumarou Ganda
- Prix spécial de l'authenticité africaine : Hyrde Diama de Moussa Kémoko Diakité (Guinée) et Gerhard Jeutz
- Prix spécial de septième art: L'Opium et le Bâton de Ahmed Rachedi (Algérie)
- Prix d'encouragement du jury : Pour ceux qui savent, de Tidiane Aw (Sénégal)
- Premier prix du court métrage : Moseka de Kouami Mambu Zinga (Zaïre)
- Prix d'encouragement du court métrage : Sur le sentier du requiem de Pierre-Marie Dong (Gabon)

Autres prix :
- Prix de la commune de Ouagadougou :  Africaniser de ¨Emmanuel Kouadio Diara (Côte d'Ivoire)
- Prix de l'OCAM long métrage : FVVA de Moustapha Alassane (Niger), lequel promet d'utiliser les 1 500 000 FCFA du prix pour refaire la bande son de piètre qualité[13].
- Prix de l'OCAM court métrage : Moseka de Kouami Mambu (Zaïre).
- Prix de la presse internationale : Kodou, d'Ababacar Samb Makharam (Sénégal) et Soleil Ô de Med Hondo (Mauritanie).